# Pyrrhogyra argina
Pyrrhogyra argina är en fjärilsart som beskrevs av Hans Fruhstorfer 1908. Pyrrhogyra argina ingår i släktet Pyrrhogyra och familjen praktfjärilar. Inga underarter finns listade.